# Џорџ Ејвери
 Гордон Џорџ Ејвери (енгл. George Gordon Avery; Moree, 11. фебруар 1925 — Вулонгонг 22. септембар 2006) био је аустралијски атлетичар, специјалиста за скок удаљ, учесник на Олимпијским играма 1948. у Лондону.
На Играма је освојио сребрну медаљу у троскоку резултатом 15,365 м иза Арне Охмана (Шведска) са 15,400 м, а испред Рухија Садијалпа (Турска) са 15,025 м.
Ејвери је 2 пута био првак Аустралије у троскоку 1947. и 1949. и 2 пута други на истим првенствима у скоку удаљ. Оба пута испред њега био је колега из репрезентациије на олимпијским играма Тео Брус..